# 잭 마더
잭 매더(Jack Mather, 영어 발음: /ˈmæ-/, 1907년 9월 7일 ~ 1966년 8월 16일)는 미국의 배우이다.
일리노이주에서 태어났다.

## 출연 작품
- 디스 어스 이즈 마인 (1959년)
- 브라바도스 (1958년)
- 죽음의 사마귀 (1957년)
- 마이 맨 갓프리 (1957년)
- 회색 양복을 입은 사나이 (1956년)
- 부러진 창 (1954년)
- 돌아오지 않는 강 (1954년)
- 오 헨리 단편집 (1952년)

### 텔레비전
- 보난자 (1959-61)
- 선셋 77번가 (1960-61)